# Åsa Kilbom
Åsa Kilbom, född 19 april 1938 i Stockholm, död 30 oktober 2005, var en svensk läkare.
Kilbom, som var dotter till redaktör Karl Kilbom och sjuksköterska Märta Bengtsson, blev medicine kandidat 1959, medicine licentiat i Stockholm 1965, medicine doktor 1971 och docent i arbetsfysiologi vid Karolinska Institutet 1972. Hon var underläkare på Serafimerlasarettet 1965–1967 och 1973–1974, laboratorieläkare vid Arbetarskyddsstyrelsen 1967–1973 och 1974–1975, laborator i klinisk arbetsfysiologi vid Arbetarskyddsstyrelsen 1975–1983 och professor i arbetsfysiologi vid Arbetslivsinstitutet (tidigare Arbetarskyddsstyrelsen och Arbetsmiljöinstitutet) från 1983.